# Jasminum marianum
Jasminum marianum är en syrenväxtart som beskrevs av Dc.. Jasminum marianum ingår i släktet Jasminum och familjen syrenväxter. Inga underarter finns listade i Catalogue of Life.